# Голубянка Лёва
Голубянка Лёва (Plebejidea loewii) — вид дневных бабочек из семейства голубянок.

## Этимология названия
Фридрих Герман Лёв (1807—1879; Friedrich Hermann Loew) — немецкий энтомолог и лепидоптеролог, впервые собравший данный вид бабочек.

## Описание

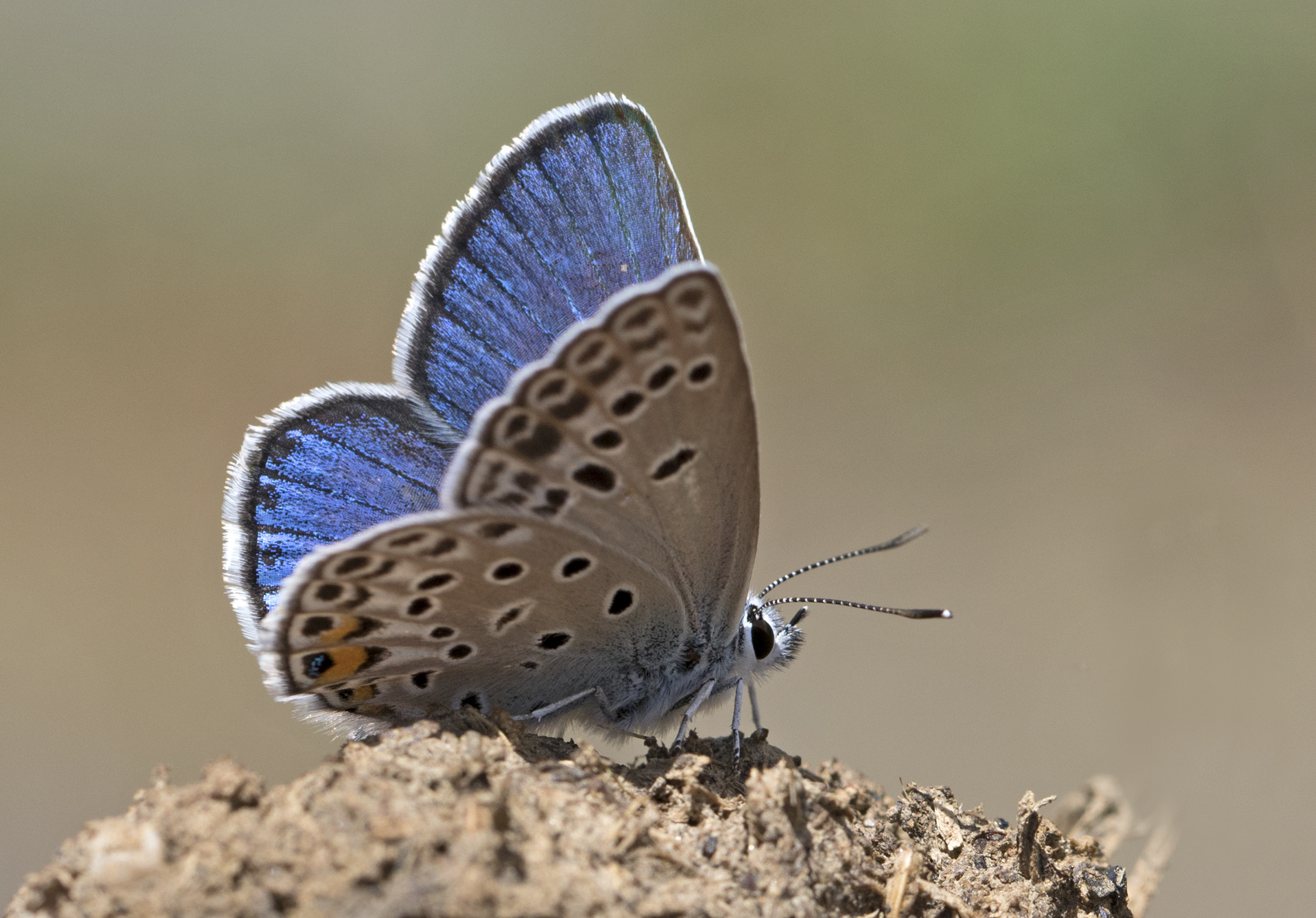
Plebejidea loewii

Длина переднего крыла 12—16 мм. Половой диморфизм выражен. Верхняя сторона крыльев у самцов блестящяя синяя или фиолетово-синяя. У самки верхняя сторона крыльев бурая, часто с выраженным синим опылением у корней крыльев. В центральной ячейке на нижней стороне крыльев пятна отсутствуют. Одно или более чёрных пятен прикраевого ряда на нижней стороне задних крыльев центрированы блестящими голубыми чешуйками. Глазами покрыты короткими редкими волосками. Булава усиков состоит из 16 члеников.

## Ареал
Северо-восточная Африка, Эгейские острова, Турция, Сирия, Израиль, Иордания, Кавказ и Закавказье, Россия (Центральный Кавказ), Иран, Таджикистан, Туркменистан, Афганистан.
На Центральном Кавказе вид известен в Карачаево-Черкесии (окрестности Теберды, ущелье Даут), Приэльбрусье. Встречается на средних высотах: около 1000—1500 метров над уровнем моря.
Данный вид обитает очень локально на сухих остепененных каменистых лугах и других ксерофитных биотопах или субальпийских лугах.

## Биология

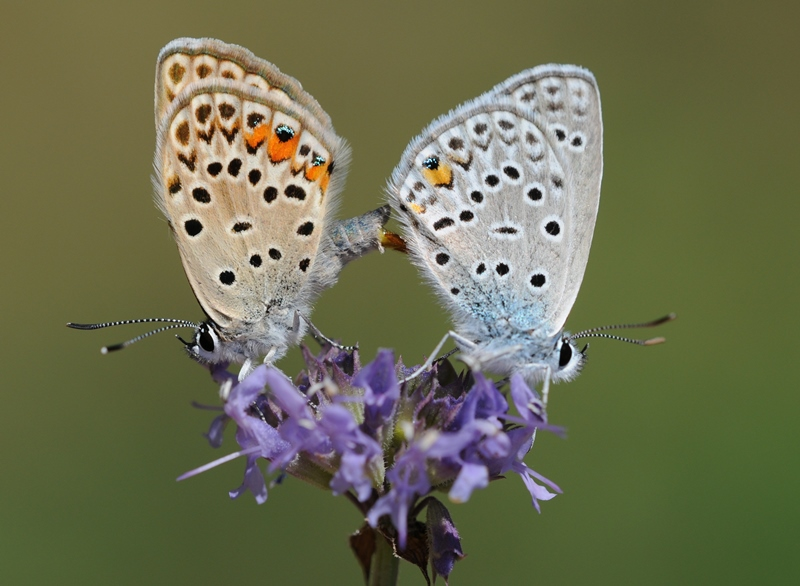
Спаривающаяся пара

Развивается в одном поколении за год. Время лёта отмечается в июне — начале августа. На Кавказе лёт начинается во второй половине июля. Самки встречаются значительно реже самцов и практически не покидают мест обитания. После спаривания самка откладывает по одному яйца на стебли и листья кормовых растений гусениц — астрагалы (Astragalus spp.) Иногда яйца откладываются на почву. Яйцо дискообразное, с выраженными ячейками на поверхности. Его окраска яйца белая с зеленоватым оттенком, микропиле зелёное. Яйца зимуют с уже сформированной гусеницей внутри. Гусеницы первого возраста желтовато-зеленые с темными точками и буровато-черной головой. Они выедают паренхиму листьев, соскабливают сочные внутренние части прилистников, но особенно предпочитают проникать в молодые бутоны и питаться в них. Гусеницы старшего, пятого, возраста ярко-зелёные с чёрной головой. Питаются бутонами и цветами. К концу своего развития они иногда приобретают красноватый оттенок. Окукливаются в убежищах — под кустиками кормового растения или в трещинах почвы, прикрепляясь к субстрату паутинной петлей. Длина куколки 11-12 мм. Она удлинённая, светло-зелёного цвета с тёмно-зелёной спинной полосой и белыми дыхальцами, покрыта очень короткими белыми волосками. Стадия куколки длится 12-15 дней.